# Marvin Wieser
Marvin Wieser (* 2. Juni 2004 in Deutschlandsberg) ist ein österreichischer Fußballtorwart.

## Karriere
Wieser begann seine Karriere beim SV SW Lieboch. Zur Saison 2016/17 wechselte er zum USV Mooskirchen. Ab der Saison 2018/19 spielte er als Kooperationsspieler in der Akademie des SK Sturm Graz. Im Oktober 2019 spielte er einmal für die zweite Mannschaft seines Stammklubs Mooskirchen in der 1. Klasse. Zur Saison 2021/22 wurde er auch bei Sturm Graz gemeldet, wodurch er in den Kader der Amateure rücken konnte. In der Saison 2021/22 kam er zu einem Einsatz für Sturm II in der Regionalliga Mitte, zu Saisonende stieg er mit den Grazern in die 2. Liga auf.
Nach dem Aufstieg wechselte Wieser zur Saison 2022/23 allerdings innerhalb der 2. Liga zur Kapfenberger SV, bei der er einen bis Juni 2024 laufenden Vertrag erhielt. Sein Debüt in der 2. Liga gab er dann im September 2022, als er am siebten Spieltag jener Saison gegen den Grazer AK in der 23. Minute für Christoph Pichorner eingewechselt wurde, nachdem zuvor Stammtormann Patrick Krenn mit Rot vom Platz gestellt worden war. Insgesamt kam er zu 14 Zweitligaeinsätzen für Kapfenberg.
Zur Saison 2024/25 wechselte er zum Regionalligisten SV Wildon.